# Fender Jazzmaster
Fender Jazzmaster – gitara elektryczna, pierwszy raz przedstawiona w 1958 na targach muzycznych "NAMM". Stworzona jako bardziej ekskluzywny instrument niż Fender Stratocaster. Jak wskazuje jej nazwa, została stworzona dla jazzowych gitarzystów, lecz częściej grali na niej muzycy grający surf rock we wczesnych latach 60. oraz muzycy wykonujący muzykę alternatywną.